# Helmuth Rilling

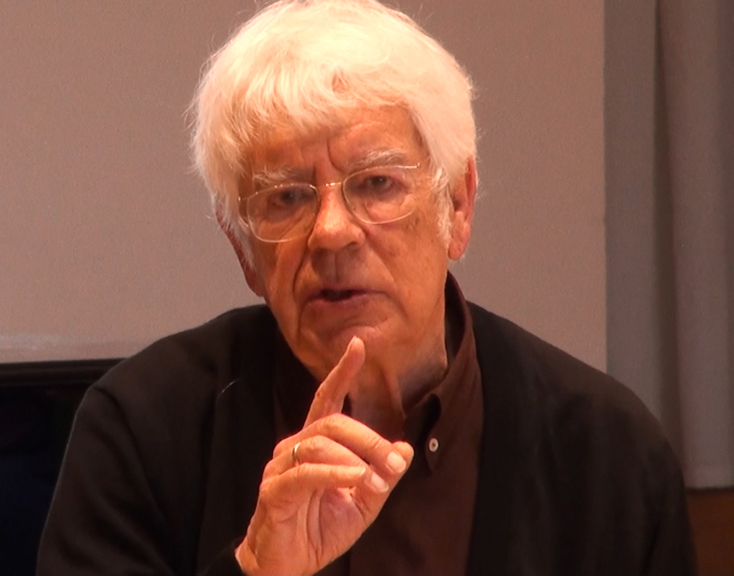
Rilling in 2013

Helmuth Rilling (Stuttgart, 29 mei 1933) is een Duitse dirigent en organist.

## Biografie
Hij werd geboren in een muzikaal gezin en ontving zijn eerste onderricht in protestantse seminaries in Württemberg. Van 1952 tot 1955 studeerde hij orgel, compositie en koordirectie aan de Hochschule für Musik und Darstellende Kunst in Stuttgart. Hij voltooide zijn studies bij Fernando Germani in Rome en aan de Accademia Musicale Chigiana in Siena.
Terwijl hij nog een student was, in 1954, richtte hij zijn eerste koor op, de Gächinger Kantorei. Hij begon zijn loopbaan in 1957 als organist en koordirigent van de Stuttgarter Gedächtniskirche. Van 1963 tot 1966 bouwde hij het Spandau Koor op, terwijl hij les gaf in orgel en koordirectie.
In 1967 studeerde hij bij Leonard Bernstein in New York. In dat jaar werd hij benoemd tot hoogleraar koordirectie aan de Staatsmuziekacademie in Frankfurt, welke post hij vervulde tot 1985.
In 1969 werd hij dirigent van het Frankfurt Koor. Sinds 1965 heeft hij het Bach Collegium Stuttgart  gedirigeerd, dat vaak uitvoeringen geeft met de Gächinger Kantorei. Hij heeft veel tournees gemaakt met beide ensembles.
Hij staat bekend als een toonaangevende expert in de muziek van Johann Sebastian Bach en diens tijdgenoten. Hij is de eerste die de complete koorwerken van J.S. Bach heeft voorbereid en opgenomen (tweemaal zelfs), een monumentale taak, waarbij meer dan 1.000 muziekstukken zijn betrokken en 170 compact discs. Daarbij is hij nooit meegegaan met de "authentieke uitvoeringspraktijk".
Rilling is eveneens een expert in romantische en klassieke koor- en orkestwerken, waaronder die van Johannes Brahms. In 1988 dirigeerde hij de wereldpremière van de Messa per Rossini (een werk geschreven door dertien componisten op initiatief van Giuseppe Verdi ter nagedachtenis aan Gioacchino Rossini). In 1996 maakte hij een opname van het oratorium Lazarus van Franz Schubert in de voltooiing van Edison Denisov.
In 2001 richtte Rilling het Festival Ensemble (FES) op als het hoogtepunt van het Europese Muziekfestival Stuttgart. Het FES bestaat uit een international groep van musici in de leeftijd 18-30 jaar die samenkomt voor een intensief programma van repetities, privélessen en uitvoeringen van monumentale muziekwerken.
Rilling is ook medeoprichter en artistiek directeur van het Oregon Bach Festival. Sinds 2004 is hij ook de festivaldirigent en docent van het Toronto Bach Festival.
In 2007 dirigeerde Helmuth Rilling de slotuitvoeringen van het jaarlijkse Festival Miami aan de Universiteit van Miami, Florida. Onder de muziekensembles bevonden zich het Frost Symphony Orchestra en de verenigde koren van de University of Miami Frost School of Music Chorale en Collegium Musicum. Onder de dirigenten van de Frost School of Music waren Thomas Sleeper, Jo-Michael Scheibe en Donald Oglesby.
In 2008 werd aan Rilling de Sanford Award door de Yale School of Music aan de Yale University toegekend.